# 二六式手槍
二六式（又稱二六型、26年式手槍）「無槌式」轉輪手槍（にじゅうろくねんしきけんじゅう）是日本帝國陸軍採用的第一支現代化手槍。它由東京砲兵工廠開發而成，並以日本紀年命名（明治26年，西元1893年）。此槍在諸如日俄戰爭、第一次世界大戰、霧社事件，以及第二次世界大戰等衝突中均有使用。
二六式原本設計上是做為騎兵的手槍，因此常在槍托處有可綁上繫繩的環。由於供給缺乏，此槍往往被用做備用武器並服役直到第二次世界大戰結束為止。
二六式屬於以當代的史密斯威森3號轉輪手槍和納甘M1878轉輪手槍結構為基礎的中折式轉輪手槍。由於設計上為只有雙動式，它沒有擊槌按把，也無法扳起扳機。而且，由於扣動扳機所需的力量相當大，其發射速率相當低。

## 使用國
- 中華民國
- 中华人民共和国
- 法國
- 大日本帝国
- 印度尼西亞
- 泰國